# Kuzovatovskij rajon
Il Kuzovatovskij rajon (in russo Кузоватовский район?) è un rajon dell'Oblast' di Ul'janovsk, nella Russia europea; il suo capoluogo è Kuzovatovo.